# Från opium till krysantemum
Från opium till krysantemum är en svensk dokumentärfilm från 2000 i regi av PeÅ Holmquist och Suzanne Khardalian. Filmen skildrar Hmongfolket i södra Kina som under Vietnamkriget var känt för sin opiumodling. Filmen premiärvisades 28 april 2000 på biograf Zita i Stockholm och visades senare samma år av Sveriges Television.